# San (Buchstabe)
Das San (Majuskel Ϻ, Minuskel ϻ) ist ein Buchstabe, der in einigen vorklassischen Varianten des griechischen Alphabets vorkam. Äußerlich ähnelt es einem M. Das San hatte meist den Lautwert /s/, wurde aber schon früh zugunsten des Buchstabens Sigma aufgegeben. Die letzte überlieferte Verwendung stammt aus dem 5. Jahrhundert v. Chr. Der Buchstabe ist in Unicode seit Version V4.0 (April 2003) verfügbar, auch als Minuskel zur Verwendung in modernen Textzitaten.

## Ursprung
Das San stammt vom phönizischen Sade () ab, das den emphatischen s-Laut bezeichnete. Im Griechischen kam dieser Laut nicht vor, weshalb dem San der Lautwert /s/ zugeordnet wurde, ebenso wie dem Sigma, das auf das phönizische Schin (𐤔) zurückgeht. In der alphabetischen Reihenfolge steht das San an derselben Stelle wie das Sade im phönizischen Alphabet, nämlich zwischen Pi und Qoppa.
Der Form nach erinnert das San stark an den Buchstaben My (Μ). Allerdings war es in den frühen Varianten des griechischen Alphabets üblich, das My ähnlich dem phönizischen Mem () mit nur einem senkrechten Strich zu schreiben, sodass eine Unterscheidung zwischen My und San gewährleistet war.

## Verwendung

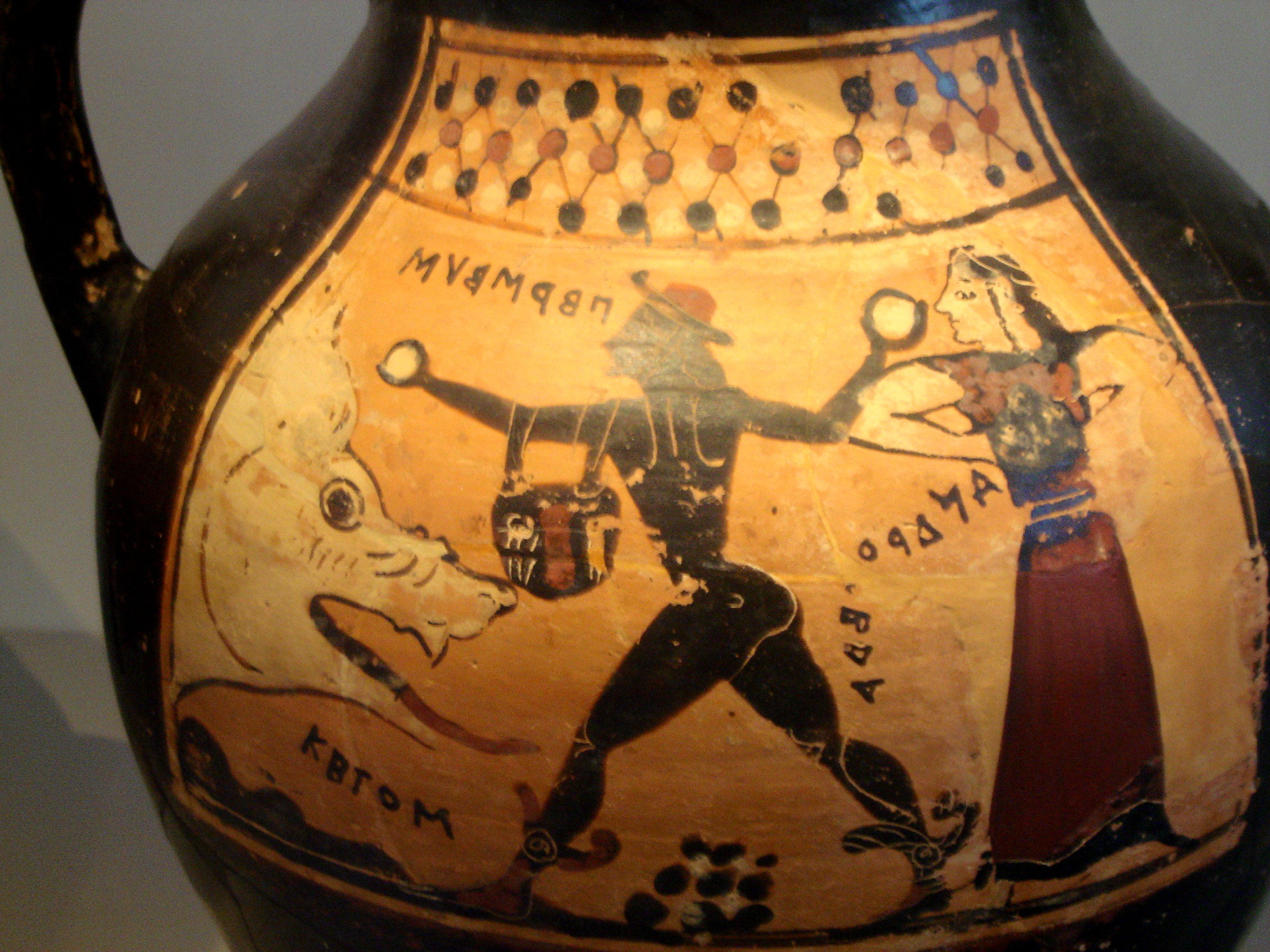
Auf dieser Vase aus Korinth ist der Name Perseus im korinthischen Alphabet linksläufig und unter Verwendung des Buchstabens San geschrieben.

San in modernen Schriftarten (zwischen My und Sigma): Arial, Times New Roman, Gentium, Andron Mega Corpus

Mit dem San und dem Sigma existierten zwei Buchstaben für den Lautwert /s/. In Abecedarien (Aufzählungen aller Buchstaben des Alphabets) wurden bis ins 6. Jahrhundert v. Chr. meist beide Buchstaben aufgezählt. Inschriften verwendeten dagegen stets nur einen der beiden Buchstaben. In den meisten Regionen Griechenlands war es das Sigma, in Korinth und auf Kreta das San. Am längsten, bis ins 5. Jahrhundert v. Chr., blieb das San auf Kreta in Verwendung, bis die dortige lokale Variante der griechischen Schrift durch das milesische Alphabet verdrängt wurde.
Bei wissenschaftlichen Textausgaben wird das San meist durch Sigma ersetzt, weil keine Notwendigkeit zur Unterscheidung besteht. Gewissermaßen werden San und Sigma also als unterschiedliche Glyphen desselben Zeichens aufgefasst.
Eine Sonderrolle nimmt das arkadisch-kyprische Griechisch ein. Dort steht das San an Stelle eines früheren Labiovelars vor einem Vordervokal und entspricht einem Tau im klassischen Attischen. Der Lautwert dürfte /ts/ gewesen sein.
Auch nach der Übernahme des ionischen Alphabets als griechisches Standardalphabet (403 v. Chr.), das das San nicht enthält, lebte der Name San bei den Dorern als alternative Bezeichnung des Sigmas fort. Belege dafür findet man etwa bei Herodot, der in seinen Historien schreibt, die Namen der Perser „enden alle mit demselben Buchstaben, den die Dorer San nennen, die Ionier Sigma“. Laut der Überlieferung von Athenaios wurde der Name des Sophisten Thrasymachos in einem Epigramm auf dessen Grab in Chalkedon mit Theta Rho Alpha San Y My Alpha Chei Ou San buchstabiert.

## Weiterentwicklungen
Der Ursprung des Sampi (Ϡ), eines weiteren vorklassischen Buchstabens, der in manchen Inschriften anstelle eines Doppelsigmas stand, ist ungeklärt. Eventuell könnte es sich um eine Weiterentwicklung des San handeln. Der einzige Abkömmling des griechischen Alphabets, der das San übernommen hat, ist das unter anderem von den Etruskern verwendete altitalische Alphabet. Dort hat der Buchstabe die Form 𐌑 und in der modernen Wissenschaft den Namen she (während dort der dem lateinischen M entsprechende Buchstabe em die Form 𐌌 hat).